# 工学社
株式会社工学社（こうがくしゃ）は、東京都新宿区に本社を置くコンピュータ関連書籍の出版社である。

## 概要
最古のパソコン雑誌『I/O』の発行で知られる。I/Oの創刊当時には、後にアスキーを創業する西和彦もメンバーだった。日本の“マイコン”の黎明期である1970年代末期〜1980年代前期には、芸夢狂人をはじめとするパワーユーザーによる多数の自作プログラムが掲載され、読者からも好評であった。『I/O』の姉妹誌となる『PiO』とともに読者投稿によるプログラムは、リスト掲載だけでなく、早い時期からソノシート、フロッピーディスクを雑誌に同梱し、後に主流となるCD-ROM、DVD-ROM付属のスタイルにおいてのパイオニアともいえる出版方法を採っている。
また、1980年代はコンピュータ将棋にも力を入れており、その取り組みは現在のコンピューター将棋選手権大会などのコンピュータ将棋界の土台となっている。
また、同人作家向けのCG情報誌や、DTP関連の書籍を多く発行している。

## 本社
創業当時は渋谷区に本社を置いていた。のち、代々木のファルコムショップにほど近い「ぜんらくビル」にながらく本社があった。200x年ごろ、現在の新宿区に移転。

## TeleStar
工学社はパソコン通信をいちはやく手掛けている。パソコン通信サービスTeleStar（テレスター）は1984年3月に運用を開始した。同年7月の日本航空のJALNET、翌年以降のアスキーネット、PC-VAN、NIFTY-Serve（開局順）などの先駆けであった。
TeleStarは当時、300bpsの音響カプラとセットでも入会可能になっていた。エプソン社製の音響カプラで、当時で5万円近くもするものであったがパソコン通信という目新しさに惹かれ、購入者も多くみられた。
モデムが発売され後1200bps、2400bpsと速度は上がっていく。モデムの価格も2万円以下になる。TeleStarは当時アクセスポイントが東京に限られていたため、他都市からのアクセスをカバーするために「TeleStar Sky」という月額3,000円固定料金（アクセスポイントまでの電話代は別）の衛星回線を使ったサービスも行っていた。アクセスポイントは大阪、仙台、福岡などにも設けられていた。更にNTTのパケット通信、DDX-TPも開始され、全国からのアクセスが可能になった。
TeleStarのサービスの内容は掲示板とradio（チャット）、ファイルのアップロード・ダウンロードの機能があり、フリーウェア（PDSと呼ばれていた。パブリックドメインソフトウェアおよびフリーウェア#呼称、呼び替えを参照）のダウンロードがおこなわれていた。バイナリ転送プロトコルには独自の「abc手順」を採用していた。購読を希望する掲示板をあらかじめ登録しておき、それらへの新規投稿を一括して表示できるsubmitコマンドがホスト側で用意されていたため、巡回するための特別な通信ソフトウェアを用意する必要が無く、ワープロ専用機ユーザの会員も多く存在した。ユーザIDとは別にユーザの実名をローマ字で表示するシステム（例えば、T.Yamada）であるため、荒らし行為は少なかった。
テレスターの掲示板に『I/O』に対する批判が書かれたことがある。書店で何日も売れ残りが多いというものだったが、明確に運営側とわかる人物が同じ掲示板で「そのようなことは他の雑誌でも普通にある」と強い口調で反論したことがあった。他の大手パソコン通信サービスでは滅多にないことであり、好意的に受け止めた人も多く、その後、批判の書き込みはなかった。
パソコンのパーツなどの売買掲示板も存在していたが、高価なものは取引はあまり行われていなかった。1200bpsのモデムが2万円くらいしていた頃であるからその他の周辺機器も数万円で取引されることもあった。現在のようにオークションシステムがなかったため、近隣の場合は互いに電話で連絡を取り合って直接会って取引するということが主流で、取引上の事故も多くはなかった。遠方であっても電話連絡は普通で、代金の送金は現金書留で行われ、発送も現在のように宅配便が一般的ではなく、郵便局の小包であり、配達までに隣県でも3日ほどかかり東京から大阪まで送ると、1週間程度かかった。
当初の会費は半年分前払いで6000円の固定制。TeleStar Skyと時事通信社のニュースは別料金になっていた。インターネットの普及に伴い、PC-VAN、NIFTY-Serveがインターネットのブラウザ上で動作するものに移行していったがTeleStarはブラウザ上で動作することなく、パソコン通信のまま2000年問題を理由として1999年にサービスを終了した。

## 株式会社コムパック
『I/O』に掲載されたソフトウェアの記事に、プログラムが掲載されることがあったが、コムパックは主にそのソフトウェアを販売していた。当初はPC-88系、MZ-80系などのソフトでカセットテープで提供された。『I/O』はソフトウェアの掲載に関して「日本マイコン連盟」と称して（電波新聞社の月刊誌『マイコンBASICマガジン』とは関係がない。既に休刊）投稿を募集していた。採用されて『I/O』に掲載され、ソフトウェアが販売されると、作者に印税が支払われた。掲載採用は事前に連絡はなく、掲載による発表のみであった。ソフトウェアの1本の価格は3,000円程度。全国のパソコンショップに流通した。対抗していたのは電波新聞社で、これは主にハドソンのソフトを扱っていたが、MZ-80系が主流であった。『I/O』もハドソンのソフトウエアは時折掲載はしていた。後にテレスターに業務は移管される。

## 主な出版物
- I/O
- PiO（休刊）
- NT magazine（休刊）
- Professional DTP（休刊）
- Computer fan（休刊）
- ポケコンジャーナル（旧書名『Pockecom Journal』・『PJ』）（休刊）

## 関連会社
- 株式会社コムパック - 工学社関連のソフトウェア販売会社。事業はテレスターに移管。
- 株式会社テレスター - 工学社のインターネット管理会社。